# Mathias Vosté
Mathias Vosté (Brugge, 20 mei 1994) is een Belgisch inline-skater, shorttracker en langebaanschaatser.

## Carrière
Vosté maakte in februari 2012 in Dordrecht zijn debuut in de wereldbeker shorttrack en reed in die discipline ook twee keer het wereldkampioenschap, in 2013 in Debrecen en in 2015 in Moskou, hij kwam niet in de buurt van de medailles.
Tijdens het wereldkampioenschap inline-skaten in 2013 te Oostende won Vosté bij de junioren zilver op de 500 meter achter Colombiaan Edwin Estrada Vallecilla.
Met ingang van seizoen 2015/2016 richt Vosté zich meer op het langebaanschaatsen. Hij debuteerde in de World Cup in november 2015 in Calgary. Hij wilde aanvankelijk op die discipline uitkomen op het onderdeel massastart, maar wist zich eind januari 2018 te plaatsten voor de Olympische sprintafstanden. Op 15 december 2018 reed Vosté tijdens de wereldbekerwedstrijd in Thialf naar een persoonlijk record op de 1500 meter. Tijdens het WK afstanden in Inzell scherpte hij die alweer aan en reed hij bovendien een nationaal record op de 1000 meter.
Met ingang van seizoen 2022/2023 maakte Vosté de overstap naar de internationale schaatsploeg Novus samen met landgenoot Sandrine Tas. Voor het seizoen 2024/2025 stapte Vosté over naar Jumbo-Visma.

## Persoonlijk
Vosté woont heden ten dage met zijn vriendin in het Friese Nijeholtwolde.

## Persoonlijke records
| Afstand    | Tijd    | Datum            | Baan           |
| ---------- | ------- | ---------------- | -------------- |
| 500 meter  | 0 34,92 | 27 januari 2024  | Salt Lake City |
| 1000 meter | 1.07,46 | 28 januari 2024  | Salt Lake City |
| 1500 meter | 1.43,24 | 4 december 2021  | Salt Lake City |
| 3000 meter | 3.56,38 | 5 oktober 2019   | Inzell         |
| 5000 meter | 7.15,88 | 20 december 2015 | Eindhoven      |

## Resultaten
| Jaar | EK Sprint              | WK Sprint                | WK Afstanden             | Olympische Spelen            |
| ---- | ---------------------- | ------------------------ | ------------------------ | ---------------------------- |
| 2016 |                        |                          | 24e 1000m 18e massastart |                              |
| 2017 | NS4 (21e, 20e, 19e, -) |                          |                          |                              |
| 2018 |                        |                          |                          | 32e 500m 35e 1000m 23e 1500m |
| 2019 |                        | 17e (21e, 19e, 22e, 14e) | 15e 1000m 14e 1500m      |                              |
| 2020 |                        | 11e (19e, 12e, 16e, 7e)  | 18e 1000m 23e 1500m      |                              |
| 2021 | 8e · (16e, 9e, 11e, )  |                          |                          |                              |
| 2022 |                        |                          |                          | 27e 1000m 29e 1500m          |
| 2023 | DQ (DQ, 6e, 13e, -)    |                          | 8e 1000m                 |                              |
| 2024 |                        | 7e · (20e, , 18e, )      | 18e 1000m 14e 1500m      |                              |
| 2025 | 11e (14e, 8e, 15e, 6e) |                          | 14e 1000m                |                              |

(#, #, #, #) = afstandspositie op sprinttoernooi (500m, 1000m, 500m, 1000m)
NS=niet gestart op een bepaalde afstand
Team Essent
Angel Daleman · Sijmen Egberts · Jarle Gerrits · Isabel Grevelt · Freek van der Ham · Sanne in 't Hof · Chloé Hoogendoorn · Chris Huizinga · Kars Jansman · Selma Poutsma · Merijn Scheperkamp · Suzanne Schulting · Tijmen Snel · Beau Snellink · Remco Stam · Meike Veen · Mathias Vosté · Joep Wennemars
Coaches: Sicco Janmaat · Ben Jongejan · Jac Orie · Dave Versteeg